# Hermanas de Nuestra Señora de la Compasión de Marsella
Las Hermanas de Nuestra Señora de la Compasión (oficialmente en francés: Sœurs de Notre-Dame de la Compassion) son una congregación religiosa católica femenina de derecho pontificio, fundada por el sacerdote jesuita Jean-François-Régis Barthès, en Marsella, el 25 de junio de 1843. A las religiosas de este instituto se les añade el título de Marsella para diferenciarlas de la congregación del mismo nombre fundada en Toulouse. Sus miembros posponen a sus nombres las siglas N.D.C.

## Historia
El religioso jesuita Jean-François-Régis Barthès, por encargo del obispo de Marsella, Eugenio de Mazenod, se encargó de la institución de una nueva congregación religiosa femenina, a partir de la comunidad que las Hermanas de la Sagrada Familia de Bordeaux tenían en la ciudad. La independencia del instituto se logró el 25 de junio de 1843, recibiendo la aprobación diocesana el 26 de junio de 1845, con el nombre de Hermanas de Nuestra Señora de la Compasión. Ese mismo día el obispo impuso el hábito a las primeras doce religiosas. El instituto fue afiliado a la Orden de los Siervos de María.
El 28 de julio de 1880, el instituto recibió el decreto pontificio de alabanza, por medio del cual se constituyó en una congregación religiosa de derecho pontificio. La aprobación definitiva de la Santa Sede la recibió el 27 de enero de 1930.

## Organización
Las Hermanas de Nuestra Señora de la Compasión de Marsella se dedican especialmente a la pastoral educativa, mediante las actividades escolares y catequéticas. Aunque sirven igualmente el campo de la pastoral sanitaria y la pastoral social, la primera en hospitales y visitando enfermos a domicilio y la segunda en la ayuda de los jóvenes obreros.
El gobierno de la congregación es centralizado y recae sobre la superiora general y su consejo. En la actualidad el Cargo lo ostenta la religiosa italiana Ornella Rozzoni. En 2015, las religiosas eran unas 37 con 8 casas, presentes en Francia, Italia y Madagascar. La casa general se encuentra en Marsella.